# Paradrillia
Paradrillia é um gênero de gastrópodes pertencente a família Horaiclavidae.

## Espécies
- Paradrillia agalma (Smith E. A., 1906)[2]
- Paradrillia alluaudi (Dautzenberg, 1932)[3]
- Paradrillia consimilis (Smith E. A., 1879)[4]
- Paradrillia convexiuscula T. Shuto, 1961
- Paradrillia dainichiensis (Yokoyama, 1923)
- Paradrillia darnleyensis Shuto, 1983[5]
- Paradrillia felix (Kuroda, Habe & Oyama, 1971)[6]
- Paradrillia fugata (E.A. Smith, 1895)
- Paradrillia gemmata Shuto, 1983[7]
- Paradrillia himea Makiyama, 1927
- Paradrillia inconstans (Smith E. A., 1875)[8]
- Paradrillia kakegawensis Makiyama, 1927
- Paradrillia lithoria (Melvill & Standen, 1903)[9]
- Paradrillia melvilli Powell, 1969[10]
- Paradrillia minoensis Shuto, 1961
- Paradrillia nannodes (Sturany, 1900) (sinônimo: Pleurotoma (Surcula) nannodes Sturany, 1900) [11]
- Paradrillia nivalioides (Yokoyama, M., 1920)
- Paradrillia patruelis (Smith E. A., 1875)[12]
- Paradrillia rougeyroni (Souverbie, 1874)
- Paradrillia sagamiana Okutani, 1964[13]
- Paradrillia sultana (Thiele, 1925)
- Paradrillia taiwanensis Nomura, 1935

Espécies trazidas para a sinonímia
- Paradrillia (Paradrillia) coxi (Angas, 1867): sinônimo de Vexitomina coxi (Angas, 1867)
- Paradrillia agnewi Tenison-Woods, 1879: sinônimo de Vexitomina coxi (Angas, 1867)
- Paradrillia asamusiensis Nomura & Zinbo, 1940: sinônimo de Paradrillia inconstans (Smith, 1875)
- Paradrillia celebensis (Schepman, M.M., 1913): sinônimo de Benthomangelia celebensis (Schepman, 1913)
- Paradrillia dainitiensis Makiyama, 1922: sinônimo de Paradrillia consimilis (Smith, 1879)
- Paradrillia gaylordae Preston, 1905: sinônimo de Paradrillia inconstans prunulum (Melvill & Standen, 1901)
- Paradrillia pilazona Laseron, 1954: sinônimo de Vexitomina torquata Laseron, 1954
- Paradrillia reticulata Kuroda, 1953: sinônimo de Iwaoa reticulata Kuroda, 1953